# Lilly Kane
Lilly Kane è un personaggio immaginario della serie televisiva della The CW Veronica Mars che debuttò sul canale UPN. È interpretata da Amanda Seyfried.

## L'omicidio
Lilly Kane era la figlia del noto miliardario informatico di Neptune, Jake Kane. Insieme alla migliore amica Veronica, la protagonista della serie, Duncan, suo fratello minore e fidanzato di Veronica, e il suo ragazzo Logan Echolls formava il gruppo più popolare degli 09ers della Neptune High. Undici mesi prima del periodo in cui è ambientata la prima stagione,   Lilly venne brutalmente assassinata. Abel Koonts, uno scontento impiegato licenziato dall'azienda di Jake Kane, confessò l'omicidio e venne arrestato.
Lilly viene presentata nello show attraverso una serie di flashback e sogni di Veronica, che la ritrae come una ragazza adolescente divertente, scatenata ma con uno certo stile. Il suo animo scatenato viene mostrato come un contrasto con la Veronica presentata dopo l'assassinio dell'amica. Nonostante una differenza di caratteri molto evidenti, Lilly era la migliore amica di Veronica, che era fidanzata col fratello minore di Lilly, Duncan. Prima della sua morte, Lilly era fidanzata con Logan Echolls ma aveva una relazione con Eli "Weevil" Navarro poiché non le piaceva essere costretta a fare qualcosa (come essere fedele ad un solo ragazzo).
Il suo assassinio cambiò completamente la vita di Veronica e fu l'avvio per una serie di eventi catastrofici: la perdita da parte del padre di Veronica, Keith, del suo lavoro da sceriffo in quanto crede che l'assassino sia Jake Kane; la fuga dalla città della madre di Veronica, Lianne;  l'abbandono da parte degli amici di Veronica nel momento in cui lei ha maggiormente bisogno. Veronica però, undici mesi dopo l'assassinio di Lilly, scopre dei nuovi indizi che le danno una prospettiva totalmente nuova del caso: le prove infatti mostrano che Abel Koontz non può essere l'omicida, ma che è un capro espiatorio corrotto con 3 milioni di che è giunto il momento di scoprire la verità sull'omicidio in quanto è venuta a conoscenza del fatto che Abel Koontz è stato pagato per prendersi la colpa.
Durante l'intera prima stagione, Veronica investiga sull'assassinio dell'amica e scopre che nulla è quello che sembra. Nell'episodio "La confessione", finalmente Veronica scopre diversi video nella camera di Lilly. Questi mostrano Lilly a letto con Aaron Echolls, il padre di Logan. Veronica capisce così che Aaron ha ucciso Lilly per riprendersi i video che la ragazza gli aveva sottratto. Quando Duncan aveva trovato il corpo della ragazza, era entrato in uno stato catatonico. Quando i suoi genitori poi l'avevano scoperto curvo sul corpo della sorella con il viso pieno di sangue, avevano pensato che l'avesse uccisa lui durante un attacco. Per proteggere il loro figlio, i Kane avevano così cominciato ad inventarsi degli alibi per il momento dell'omicidio , infatti il momento in cui Lilly venne uccisa fu tre ore prima di quanto comunicato ufficialmente la notte dell'omicidio. Veronica scopre inoltre che Clarence Wiedman, il capo della sicurezza della Kane Software, chiamò Abel Koontz, che era malato di cancro, e lo pagò 3 milioni per prendersi la colpa, e i soldi sarebbero andati a sua figlia, Amelia.
Prima che Veronica riesca a portare i video alla polizia, Aaron cerca di ucciderla. Fortunatamente, grazie all'intervento di Keith, Veronica si salva e Aaron viene arrestato.
Dopo quella estenuante notte, Veronica sogna Lilly. Le due sono nella piscina di casa Kane a godersi il sole. Veronica dice che quello sarebbe stato il modo in cui supponeva sarebbero andate le cose se Lilly non fosse morta.
LILLY: Non dimenticarmi, Veronica.
VERONICA: Non potrei mai farlo.
Lilly appare inoltre come allucinazione nel primo episodio della seconda stagione, "Normalità". Questa distrazione permette a Veronica di perdere il bus che poi si schianterà e porterà alla morte otto ragazzi della Neptune High, e tornare a casa sulla moto di Weevil.
Lilly ritorna per l'ultima volta in un sogno nell'ultimo episodio della seconda stagione "Nessuna foto", nel quale il subconscio di Veronica suggerisce che Lilly avrebbe frequentato il Vassar College se fosse stata ancora viva. Da spirito libero che era, Lilly si era vantata dei suo esperimenti sessuali e una volta aveva promesso a Veronica che sarebbe andata al college.
Aaron però, grazie ad una falsa prova creata dalla sua amante, Kendall Casablancas, e alla mancanza delle cassette che lo incriminavano (Logan le aveva distrutte, non sopportando di vedere rese pubbliche le immagini della sua amata Lilly  a letto col padre), viene scagionato, e in ascensore, però, rivela a Veronica che la cosa migliore dell'aver spaccato la testa di Lilly con il posacenere era sapere che una volta tanto, avrebbe definitivamente chiuso la bocca. Poco dopo, però, viene ucciso da Clarence Wiedman, per conto di Duncan, che voleva vendicare la morte dell'adorata sorella.

## Apparizioni

### Stagione 1
- 1x01 Benvenuti a Neptune
- 1x02 Questione di fiducia
- 1x03 Julie e John
- 1x04 Un nuovo ragazzo
- 1x06 Il nuovo presidente
- 1x07 La ragazza *della porta accanto
- 1x13 Il signore dell'anello
- 1x17 Il mistero dei Kane
- 1x19 Cani di razza
- 1x22 La confessione

### Stagione 2
- 2x01 Normalità
- 2x22 Nessuna foto